# Стурдза, Скарлат Дмитриевич
Скарлат Дми́триевич Сту́рдза (1750 — 4 апреля 1816) — молдавский боярин, первый гражданский губернатор Бессарабской области.
Происходил из старинного боярского рода. Сын Дмитрия Сандуловича Стурдзы, занимавшего в Молдавском княжестве должности великого ворника и логофета, и жены его Роксаны Гика, дочери молдавского господаря Григория II Гики.
Образование получил в Лейпцигском университете. Во время русско-турецкой войны 1787—1791 годов был членом дивана Молдавского княжества. За приверженность к России после Ясского мира 1791 года вынужден был покинуть Молдавию и переселиться в Россию.
Весной 1812 года с главнокомандующим Дунайской армией адмиралом Чичаговым прибыл в Бухарест, где готовился Бухарестский мирный трактат. 23 июля 1812 года был назначен первым губернатором вновь образованной Бессарабской области. 17 июня 1813 года оставил должность по болезни. Имел чин действительного статского советника.
Умер в 1816 году в Кишинёве. Похоронен на Лазаревском кладбище Александро-Невской лавры.

## Семья
Был женат на княжне Султане Константиновне Мурузи, дочери господаря К. Мурузи. Их дети:
- Александр (1791—1854), дипломат и писатель.
- Роксана  (1786—1844), фрейлина императрицы Елизаветы Алексеевны, замужем за саксонским дипломатом графом Эдлингом, в отставке жившем в России.
- Елена (1794—1818), замужем за дипломатом Д. П. Севериным, умерла через пять месяцев после свадьбы и была похоронена на Лазаревском кладбище Александро-Невской лавры.